# Pleso nad Skokom
Pleso nad Skokom (polsky Staw nad Skokiem, německy Skoksee, maďarsky Szkoktó) je ledovcové jezero v Mlynické dolině ve Vysokých Tatrách na Slovensku. Leží bezprostředně nad prahem Mlynické doliny nad vodopádem Skok. Má rozlohu 0,7360 ha. Je dlouhé 158 m a široké 80 m. Dosahuje maximální hloubky 1,8 m. Jeho objem činí 7494 m³. Leží v nadmořské výšce 1801 m.

## Okolí
Jeho název vyplývá z bezprostřední blízkosti vodopádu Skok. Na západě se zvedají svahy Štrbského a Mlynického Soliska a na východě Malé Bašty. Od plesa je pěkný výhled na štít Satan.

## Vodní režim
Kolem poloviny 19. století bylo toto pleso největší v Mlynické dolině, o kterém se samostatně mluvilo jako o Mlynickém plese. Mělo rozlohu až 3 ha.. Pravděpodobně proto, že v té době nemělo jméno. Ostatní plesa v údolí byla malá a nepojmenovaná. Pleso nad Skokom se časem zmenšilo, protože potok Mlynica, který jím protéká poškodil kamenný val a zapříčinil odtok větší části vody. Pleso kdysi mělo rozlohu až 3 ha. Rozměry jezera v průběhu času zachycuje tabulka:
| Rok     | Měření prováděl   | Rozloha ha | Délka m | Šířka m | Hloubka max.m | Objem m³ |
| ------- | ----------------- | ---------- | ------- | ------- | ------------- | -------- |
| 1935    | Józef Szaflarski  | 0,775      | 160     | 78      | 2,3           | [ 3 ]    |
| 1961–67 | pracovníci TANAPu | 0,735      | 158     | 80      | 1,2           | [ 3 ]    |
| 2005    | Gregor, Pacl      | 0,7360     | [ 3 ]   | [ 3 ]   | 1,8           | 7494     |

## Přístup
Pleso je přístupné pěšky v období od 16. června do 31. října je možný od Štrbského plesa kolem hotelu FIS. Kolem Vodopádu Skok se stoupá po chodníku zabezpečeném fixními řetězy na dolinovou terasu k plesu. Vrátit se je možné stejnou cestou nebo pokračovat přes Bystrou lávku do Furkotské doliny.